# Мочаги (Челябинская область)
Мочаги — посёлок в Карталинском районе Челябинской области России. Входит в состав Анненского сельского поселения.

## География
Поселок при остановочном пункте Юэно-Уральской ЖД. Через посёлок протекает река Мочаги. Ближайший населённый пункт: посёлок Система. Расстояние до районного центра города Карталы 43 километров.

## История
Поселок основан при прокладке железной дороги Карталы — Магнитогорск в 1929 году и назван по реке неподалеку.

## Достопримечательности
Около поселка, на юго-востоке находится Джабык-Карагайский бор, в окрестностях Анненский заказник, Новокоалиновый карьер, Анненская копь.

## Население
| 2002 | 2010 |
| ---- | ---- |
| 46   | ↗47  |

## Улицы
- Железнодорожная,
- Зелёная,
- Лесная,
- Станционная,
- Гортоп.